# Artoria hospita
Artoria hospita är en spindelart som beskrevs av Vink 2002. Artoria hospita ingår i släktet Artoria och familjen vargspindlar. Inga underarter finns listade i Catalogue of Life.